# Gustavo Gutiérrez Merino
Gustavo Gutiérrez-Merino Díaz, OP (Lima, 8 de junho de 1928 – Lima, 22 de outubro de 2024) foi um teólogo peruano e sacerdote dominicano, considerado por muitos como o fundador da Teologia da Libertação.

## Biografia
Sofreu de osteomielite na infância e adolescência, permaneceu em cadeira de rodas dos doze aos dezoito anos. Ao recuperar a mobilidade, estudou medicina e letras na Universidad Nacional Mayor de San Marcos em Lima.  Foi militante da Ação Católica, o que o motivou a aprofundar os estudos teológicos. Decidido pelo sacerdócio, entrou para o seminário em Santiago do Chile. Estudou Filosofia e Psicologia na Universidade Católica de Louvain, Bélgica.  Seus estudos de Teologia foram efetuados na Universidade Católica de Lyon, França, na Universidade Gregoriana de Roma e no Instituto Católico de Paris, chegando ao grau de doutor.
Foi ordenado sacerdote em 1959. Foi professor de Teologia e Ciências Sociais na Universidade Católica de Lima e fundador do Instituto Bartolomé de Las Casas-Rimac. Foi conselheiro nacional da União de Estudantes Católicos (UNEC) e foi padre em Rimac, um bairro popular de Lima. Foi consultor teológico na Segunda Conferência Geral do Episcopado Latino-Americano (CELAM), realizada em 1968 em Medellín (Colômbia). Foi professor de Teologia na Universidade de Notre-Dame (Estados Unidos).
Em 1971 publicou: "Teología de la liberación. Perspectivas", razão pela qual é considerado por muitos o pioneiro na sistematização da Teologia da Libertação. Em 1982, foi notificado pela Congregação para a Doutrina da Fé para responder a dez objeções sobre seus escritos teológicos. Em maio de 1985 obteve o doutorado em teologia pela Faculdade de Teologia do Instituto Católico de Lyon, na banca examinadora estavam presentes: Henri Bourgeois, Maurice Jourjon, Christian Duquoc, Jean Delorm, Bernard Sesboüé, Vicent Cosmâo e Gérard Defois. Durante vinte anos, foi diretor da Revista Concilium.
Em 1998 ingressou como noviço na Ordem dos Pregadores.
Possui 23 títulos de Doutor Honoris Causa outorgados por universidades de diversos países: 5 no Peru, Argentina, Holanda, Suíça, dois na Alemanha, dez nos Estados Unidos, dois no Canadá e também na Escócia, obtidos entre 1979 e 2006.
Ganhou o Prémio Príncipe das Astúrias em 2003 na Categoria Comunicação e Humanidades, por seu compromisso com os mais desfavorecidos e haver iniciado a Teologia da Libertação, e em 2014 o Prémio Capri San Michele.
Em setembro de 2013, foi recebido em audiência pessoal pelo Papa Francisco, em um gesto que foi considerado um passo para a reabilitação da Teologia da Libertação.
Gutiérrez morreu em Lima, Perú, no dia 22 de outubro de 2024, aos 96 anos.

## Contribuições como teólogo
Deus está no centro da reflexão teológica de Gutiérrez, primeiro como experiência de fé, depois como tema. Uma de suas principais preocupações na hora de refletir sobre Deus é como compreendê-lo diante do sofrimento do inocente, como compreender Jesus ressuscitado em um mundo de pobreza e opressão, como encontrar o Deus Pai e Mãe em um mundo onde falta fraternidade.
Gutiérrez entendia que primeiro se deveria contemplar, viver e praticar a Deus, para depois pensar sobre Deus, isso porque ele entendia que somente a partir da experiência mística e da práxis libertadora seria possível um discurso "respeitoso e autêntico" sobre Deus. Contemplação e compromisso seriam dimensões inerentes e interrelacionadas da existência cristã e constituiriam o primeiro ato da fé. Seria por meio da contemplação e da solidariedade com os oprimidos que se revelaria o mistério de Deus, e desse modo se poderia compreender o aparente silêncio de Deus.
A compreensão racional de Deus viria em um segundo momento
| “ | "Calar é a a condição para o encontro amoroso com Deus. A experiência da insuficiência das palavras para expressar o que vivemos em profundidade fará nossa linguagem mais rica e modesta. A teologia é um falar enriquecido por um calar." | ” |

Segundo Gutiérrez, a experiência de fé dos oprimidos seria o contexto vital, o lugar histórico e social da teologia. A linguagem sobre Deus na América Latina teria que nascer dos sofrimentos causados pela pobreza injusta em que vivia a maioria do povo (raças desprezadas, classes sociais exploradas, culturas marginalizadas, mulheres discriminadas) e também de suas esperanças e lutas pela libertação.
Tal experiência teria que combinar a linguagem mística, que reconhecer o amor gratuito de Deus, e a profética, que denuncia a situação de injustiça, assim como fizeram os profetas do Antigo Israel.
Gutiérrez associava o sofrimento de Cristo com o sofrimento do povo.

### As duas funções clássicas da teologia
Segundo Gutiérrez, a teologia teria duas funções clássicas: a espiritual e a racional. Nos primeiros séculos do cristianismo, a teologia esteve mais ligada à sua dimensão espiritual, mas depois a reflexão teológica foi perdendo sua dimensão espiritual. Nesse contexto, Gutiérrez, propõe a revalorização da dimensão espiritual, sem desprezar a dimensão racional, pois teria que haver um diálogo e um encontro constante entre a fé e a razão. Gutiérrez também entende que atualmente, a compreensão da dimensão racional da fé não se requer somente o conhecimento filosófico, como foi na época da escolástica, mas também é importante conhecer as ciências sociais, biológicas, psicológicas, etc.
A partir do reconhecimento da importância das ciências sociais para melhoria da reflexão teológica, a teologia passa: a fazer uma reflexão crítica de si mesma, de seus fundamentos, e, ao mesmo tempo, da sociedade e da Igreja; e a ser profética, na medida em que faz uma leitura crítica dos acontecimentos históricos, descobre seus significados e propõe alternativas.
Gutiérrez definia teologia como a "reflexão crítica da práxis histórica à luz da Palavra (Bíblia)", trata-se de uma concepção de teologia voltada às lutas pelas transformações sociais.
Dentre os pontos de partida da reflexão se Gutiérrez, mereciam destaque, as seguintes questões:
1. Como viver a caridade evangélica diante de situações de conflito social?
2. Como conciliar a universalidade da Igreja com a opção por uma classe social, quando se considera que a luta de classes cria divisões entre os homens?

Gutiérrez compreendia o termo "libertação" em três dimensões que se condicionam mutuamente e formam um processo único e global: de aceitação do dom libertador de Cristo; de construção do Reino de Deus, da sociedade justa e do homem novo; e de salvação, que seriam as dimensões:
1. política, se relaciona com as aspirações das classes e dos povos oprimidos, nessa dimensão se destaca o caráter conflituoso do processo econômico, social e político que opõe aqueles às classes opressoras e aos povos opulentos. Gutiérrez não acreditava que o desenvolvimentismo poderia solucionar o problema da pobreza estrutural;
2. humana;
3. da libertação do pecado, que seria a raiz de toda injustiça e opressão, de toda a ruptura de amizade, nesse contexto, Cristo seria capaz de libertar o ser humano do pecado e de o fazer livre.

Gutiérrez fazia uma distinção entre três tipos de pobreza:
1. a pobreza real, que seria uma situação escandalosa, que não é desejada por Deus e tem que ser combatida;
2. a pobreza espiritual, que seria o desprendimento dos bens materiais;
3. a pobreza voluntária, adotada em solidariedade com as vítimas da pobreza real.

Gutiérrez foi também um crítico da idolatria do dinheiro, que traria a morte ao pobre, com base nos seguintes versículos da Bíblia: Mateus 6:24, Lucas 16:9 e I Timóteo 6:10, e em escritos de Bartolomeu de Las Casas.

### O Deus da vida
Dentre as obras de Gutiérrez, também merece destaque: o "Deus da vida", nessa obra, Gutiérrez sustenta que a pobreza (real) significa, em última instância, morte, tanto física como cultural. A partir dessa obra Gutiérrez passou a tratar com maior ênfase o tema da vida, trocando o lema de "opção pelos pobres" por "opção pela vida", e passou a compreender a fé em Deus como a fé em um "Deus da vida e da alegria".
Em 1990, Gutiérrez publicou a 14ª edição, revisada e ampliada, de "Teología de la liberación. Perspectivas", que contou uma grande introdução denominada: "Mirar lejos" (olhar longe). Nessa nova edição, Gutiérrez reconheceu, que além da luta de classes, existiriam outros conflitos na história da humanidade que não teriam sido analisados convenientemente nas edições anteriores, tais como conflitos entre pessoas, grupos humanos, sexos, raças, nações, religiões, etc.

## Obras
- "La pastoral de la Iglesia en América Latina. Análisis teológico" (MIEC-JECI, Montevidéu, 1968);
- "Hacia una teología de la liberación" (MIEC-JECI, Montevideo, 1969);
- "Participar en el proceso de liberación" em "Signos de renovación" (CEAS/Universitaria, Lima, 1969), pp. 5-117;
- "Pobreza evangélica: solidaridad y protesta" (Centro de Estudios y Publicaciones, Lima, 1970);
- "Teología de la liberación. Perspectivas" (Lima:Centro de Estudios y Publicaciones, 1971; Sígueme, Salamanca, 1973; 1990, 14ª ed. rev. e ampliada; 1998, 19ª ed.);
- Religión, ¿instrumento de liberación?. Madrid: Ediciones Marova, 1973.
- "Evangelio y praxis de liberación", em Fe cristiana y cambio social en América Latina, Instituto Fe y Secularidad (ed.), (Sígueme, Salamanca, 1973), pp. 231-245;
- "Apuntes para una teología de la liberación", em co-autoria com Rubem Alves e Hugo Assmann, em ¿Religión, instrumento de liberación? (Marova-Fontanella, Madri-Barcelona, 1973), pp. 2-76;
- "Praxis de liberación y fe cristiana", em La Iglesia en América latina. Testimonios y documentos (1969-1973) (Verbo Divino, Estella, Navarra), 1973, pp. 11-48;
- La nueva frontera de la teología en América Latina. Salamanca, México: Sígueme, 1977.
- "Teología desde el reverso de la historia" (Centro de Estudios y Publicaciones, Lima, 1977);
- Los pobres y la liberación en Puebla. Bogotá: Indo-American Press Service, 1979.
- "En busca de los pobres de Jesucristo: evangelización y teología en el siglo XVI", em Materiales para una historia de la teología en América Latina (DEI, San José de Costa Rica, 1981) Pablo Richard (ed.), pp. 137-163;
- (Com outros) Sobre el trabajo humano: Comentarios a la encíclica "laborem exercens". Lima: Centro de Estudios y Publicaciones, 1982.
- Entre las calandrias. Lima: Centro de Estudios y Publicaciones, 1982.
- "El Dios de la vida" (Centro de Estudios y Publicaciones, Lima, 1982; Sígueme, Salamanca, 1998, 2ª ed.);
- "La fuerza histórica de los pobres" (Lima: Centro de Estudios y Publicaciones, 1983 - Sígueme, Salamanca, 1982);
- "La irrupción del pobre en América Latina y las comunidades cristianas populares", em S. Torres (ed.),
- "Teología de la liberación y comunidades de base", (Sígueme, Salamanca, 1982), pp. 124-142;
- "Beber en su propio pozo. En el itinerario espiritual de un pueblo" (Lima: Centro de Estudios y Publicaciones, 1983. Sígueme, Salamanca, 1984; 1998, 7ª ed.);
- (Com José Luis Indigoras e outros) Reflexión sobre la teología de la liberación: Perspectivas desde el Perú. Iquitos, Perú: Centro de Estudios Teológicos de la Amazonía, 1986.
- "La verdad los hará libres. Confrontaciones" (Centro de Estudios y Publicaciones, Lima, 1986);
- "La recepción del Vaticano II en Latinoamérica", em La recepción del Vaticano II (Cristiandad, Sígueme, Madrid, 1987), Giuseppe Alberigo e Jean Pierre Jossua (eds.), pp. 213-237;
- "Hablar de Dios desde el sufrimiento del inocente. Una reflexión sobre el libro de Job" (Lima: Centro de Estudios y Publicaciones, 1986. Sígueme, Salamanca, 1988; 2002, 5ª ed.);
- "Dios o el oro en las Indias" (Sígueme, Salamanca, 1989; 1990, 2ª ed.);
- "En busca de los pobres de Jesucristo. El pensamiento de Bartolomé de Las Casas" (Sígueme, Salamanca, 1993);
- "Compartir la palabra a lo largo del año litúrgico" (Sígueme, Salamanca, 1995);
- "Una teología de la liberación en el contexto del tercer Mundo", em El futuro de la reflexión teológica en América Latina (Consejo Episcopal latinoamericano-CELAM, Bogotá, 1996), pp. 97-165;
- "Teología: acontecimiento, silencio, lenguaje" em co-autoria com Luis Jaime Cisneros, (CEP, Lima, 1996);
- "¿Dónde dormirán los po-bres?", em El rotro de Dios en la historia (CEP, Lima, s/f), pp. 9-69;
- "La densidad del presente" (Sígueme, Salamanca, 2003);
- "Entre calandrias. Un ensayo sobre José María Arguedas" (Instituto Bartolomé de Las Casas-CEP, Lima, 2003, 4ª ed.);
- "Acordarse de los  pobres. Textos esenciales", introd. de Rolando Ames, seleção e notas introd. de Andrés Gallego (Fondo Editorial del Congreso del Peru, Lima, 2003);
- "Del lado de los pobres. Teología de la liberación" em co-autoria com Gerhard Ludwig Müller, prólogo de Josef Sayer (Instituto Bartolomé de Las Casas-Rimac y CEP, Lima, 2005).[1]

## Referencias
1. 1 2 3 4 5 6  La Teologia de La Liberacion Juan Jose Tamayo Arquivado em 14 de fevereiro de  2016, no Wayback Machine., em espanhol, acesso em 20 de junho de 2016.
2. ↑  Premio Capri S. Michele - XXXI Edizione
3. ↑  Francisco e Gustavo Gutiérrez se abraçam na Casa Santa Marta, acesso em 02 de julho de 2016.
4. ↑  García, Alejandro Céspedes (22 de outubro de 2024). «Falleció el padre Gustavo Gutiérrez, fundador de la teología de la liberación». larepublica.pe (em espanhol). Consultado em 23 de outubro de 2024
5. ↑  AFP (23 de outubro de 2024). «Gustavo Gutiérrez, pai da Teologia da Libertação, morre aos 96 anos». IstoÉ. Consultado em 23 de outubro de 2024